# Edgar Mitchell
Pour les personnes ayant le même patronyme, voir Mitchell.
Edgar Dean Mitchell, né le 17 septembre 1930 à Hereford, au Texas, et mort le 4 février 2016 en Floride, est un astronaute américain, et 6e marcheur lunaire.
Après avoir décroché, en 1952, un Bachelor of Science en science et en gestion industrielle, il rejoint la marine de guerre américaine où il devient pilote de bombardier stratégique embarqué à bord de porte-avions. Il devient ensuite pilote d'essai avant d'être nommé responsable, de 1964 à 1965, du bureau de la Marine, chargé du projet de station spatiale militaire MOL. En parallèle de ses activités militaires, il passe une licence en ingénierie aéronautique en 1961, et un doctorat en science astronautique au MIT.
Mitchell est sélectionné comme astronaute en 1966, et intègre l'agence spatiale américaine, la NASA. Il fait partie de l'équipage de réserve de la mission Apollo 10 avant d'être sélectionné comme pilote du module lunaire Antares pour la mission lunaire Apollo 14. Mitchell est le sixième homme à poser le pied sur la Lune sur laquelle il séjourne les 5 et 6 février 1971. Après avoir été membre de l'équipage de rechange d'Apollo 16, il quitte la NASA et prend sa retraite de la Navy en 1972.

## Biographie

### Jeunesse
Edgar Mitchell grandit à Roswell et à Artesia dans l'état du Nouveau-Mexique aux États-Unis. Il est élevé dans un milieu baptiste fondamentaliste.
Il obtient un Bachelor of Science en science et en management industriel au Carnegie Institute of Technology en 1952.

### Carrière militaire
L'année suivante, il entre dans la Marine de Guerre américaine où il est formé comme pilote puis vole sur des bombardiers stratégiques Douglas A-3 embarqués à bord des porte-avions USS Bon Homme Richard et USS Ticonderoga. En 1961, il obtient un bachelor of science en ingénierie aéronautique à l'U.S. Naval Postgraduate School puis, en 1964, un doctorat en sciences astronautique et aéronautique au Massachusetts Institute of Technology. Il devient pilote d'essai au Air Developpment Squadron 5 et participe entre 64 et 65 au développement du projet de station spatiale militaire Manned Orbital Laboratory. Il devient ensuite pilote instructeur à l'Air Force Aerospace Research Pilot School.

### Astronaute

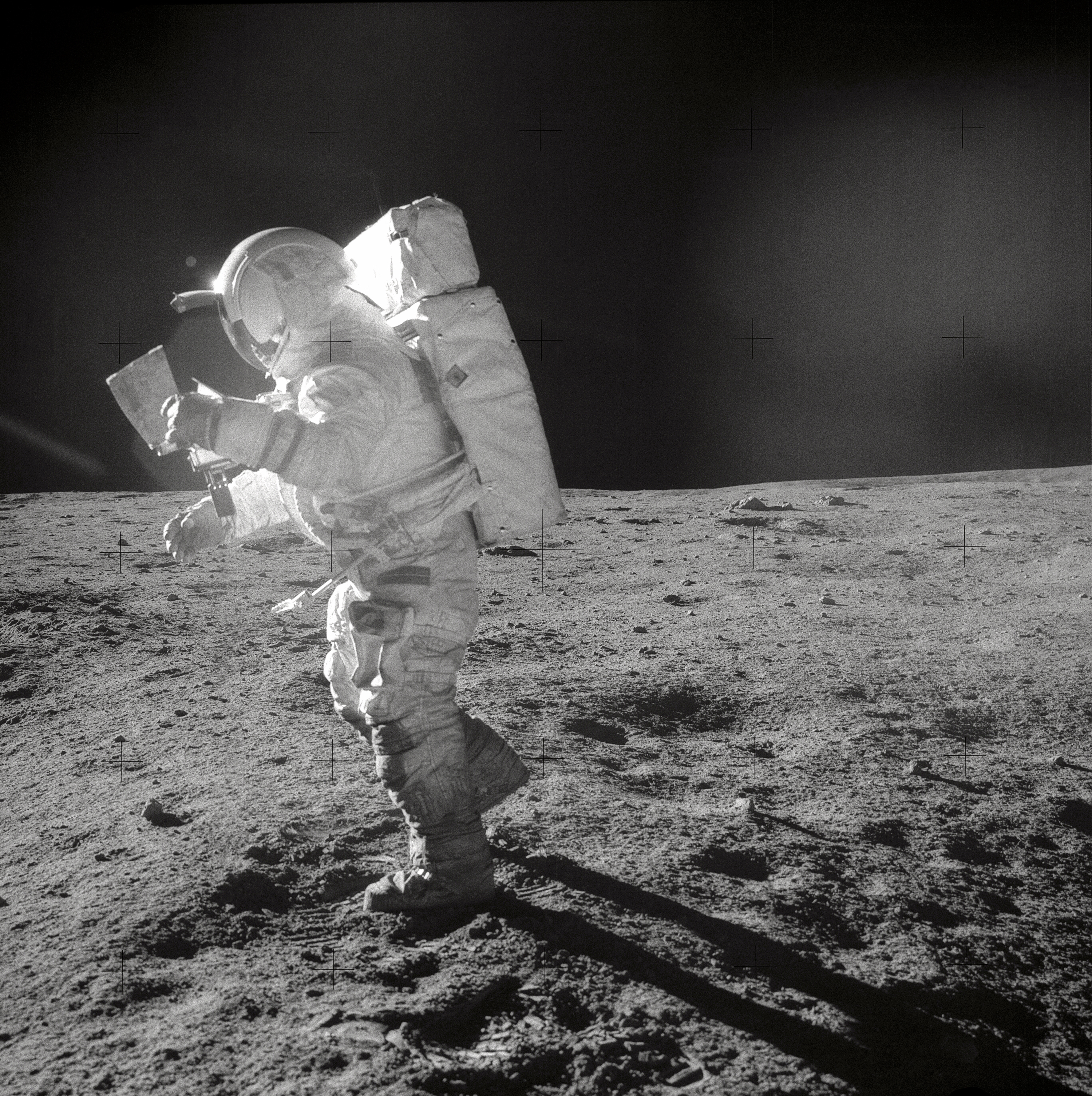
Edgar Mitchell sur la Lune le 6 février 1971.

Fort de cette expérience, Mitchell est retenu dans la cinquième sélection d'aspirants astronautes, en avril 1966. En 1969, il fait partie de l'équipe de soutien d'Apollo 9 et de l'équipage de réserve d'Apollo 10 en tant que doublure d'Eugene Cernan. Il est finalement désigné comme pilote du module lunaire de la mission Apollo 14.

#### Apollo 14
Le 31 janvier 1971, il réalise un unique vol à bord d'Apollo 14. Pilote du LEM Antares, il devient le sixième homme à marcher sur la Lune, sur les collines de Fra Mauro. Avec Alan Shepard, commandant de la mission, il réalise deux sorties extra-véhiculaires. Au cours de l'une d'elles, il lance un javelot sur la Lune, pendant que Shepard joue au golf. Ils sont les premiers à transmettre en couleurs la surface lunaire à la télévision. Ils passent plus de neuf heures à prendre des mesures et ramasser des roches, "43 kilos d’échantillons de roches et de sol lunaires qui ont été distribués dans 187 équipes scientifiques aux États-Unis et 14 autres pays pour l’analyse.

En 2014, il évoque cette expérience : 

« Regarder la Terre depuis l’espace et voir qu’elle est une planète isolée … cela a été une expérience d’extase, se rendre compte que chaque molécule dans notre corps est un système de matière créée à partir d’une étoile suspendue dans l’espace… L’expérience que j’ai eue s’appelle Samadhi dans l’ancien sanskrit, un sentiment de joie immense de voir la Terre à partir de ce point de vue. »

— Edgar Mitchell, The Telegraph
À la fin de la mission, le 9 février, Mitchell totalise 216 heures de vol dans l'espace, dont 33 sur la Lune. Il est alors désigné comme pilote du module lunaire de l'équipage de réserve d'Apollo 16 (doublure de Charles Duke) puis démissionne de la NASA en 1972.
Mitchell reçoit de nombreuses récompenses et honneurs : la médaille présidentielle de la liberté, la médaille de l'US Navy et trois Group Achievement Awards de la NASA.

### Après la NASA

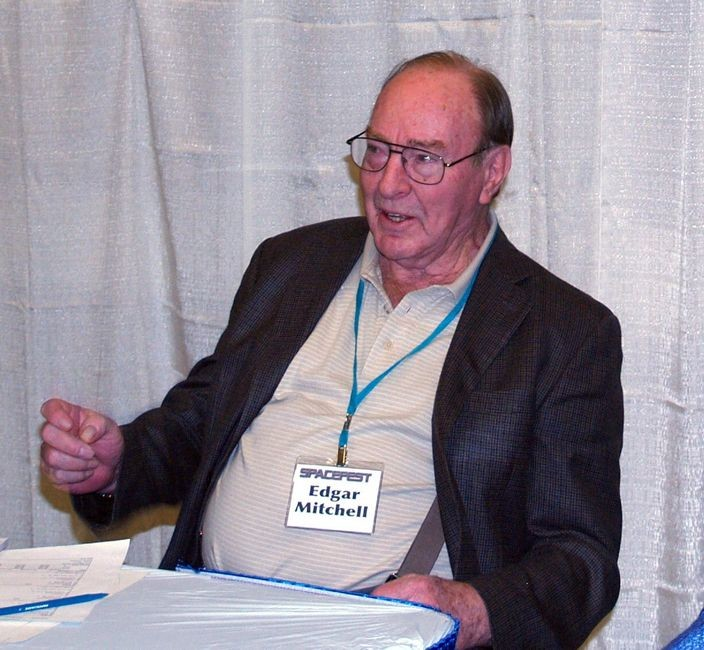
Edgar Mitchell en 2009 à San Diego.

En 1984, Mitchell est cofondateur de l'Association des explorateurs de l'espace, une organisation internationale d'anciens astronautes. Il est à ce titre le premier astronaute américain à avouer publiquement croire aux extraterrestres. Depuis les années 1990, Edgar Mitchell est convaincu que notre planète est visitée par des extraterrestres, et il dénonce le gouvernement américain qui, selon lui, connaît leur existence, mais cache la vérité. En 1973, il fonde l'Institute of Noetic Sciences (IONS) pour conduire et sponsoriser des recherches dans les domaines qui sont, selon lui, négligés par la science officielle comme la recherche sur la conscience et les événements psychiques,.
Le 24 juillet 2008, dans une interview donnée à Kerrang Radio, Edgar Mitchell se prononce encore une fois sur la réalité du crash de Roswell, il affirme que les autorités américaines ont utilisé la technologie extraterrestre et dissimulé pendant 60 ans la réalité du phénomène ovni. Le même jour, l'interview est reprise sur Fox News : "Un ex-Astronaute déclare : les Aliens sont une réalité et la NASA est au courant". L'information circule jusqu'en Australie, pour revenir en Angleterre, en première page de The Telegraph : "Un Astronaute annonce : La NASA cache des Aliens". D'autres medias importants comme The Guardian, The Enquirer couvrent également cet évènement, et le sujet fait la une de AOL News.
En juin 2011, il cherche à vendre aux enchères une caméra 16 mm utilisée lors de son séjour sur la Lune. La NASA porte plainte contre lui pour vol et recel de vol. La caméra ne lui appartenait pas car, selon les consignes de la mission, elle aurait dû être abandonnée pour des raisons de poids dans le module lunaire laissé en orbite autour de la Lune.
Il meurt à l’age de 85 ans, le 4 février 2016, la veille de l’anniversaire de l’alunissage de sa mission le 5 février 1971.

## Citations
- « C’est en techniciens que nous sommes partis pour la Lune, et c’est en humanistes que nous en sommes revenus. »
- « La première chose qui me vint à l’esprit alors que je regardais la Terre depuis l’espace fut son incroyable beauté. Les photos les plus spectaculaires sont très en deçà de la réalité. C’était un spectacle majestueux que ce magnifique joyau bleu et blanc sur un ciel de velours noir. Quelle merveilleuse harmonie semblait s’inscrire dans le processus d’évolution qui sous-tend l’univers ! »
- « The presence of divinity became almost palpable, and I knew that life in the universe was not just an accident based on random processes. . . The knowledge came to me directly[11]. » (La présence du divin est devenue presque palpable, et j’ai su alors que la vie dans l’univers n’était pas juste un accident fondé sur des processus aléatoires… Cette connaissance m’est advenue directement). [Edgar Mitchell].
- « Mitchell faced a critical challenge. As a physical scientist, he had grown accustomed to directing his attention to the objective world "out there". But the experience that came to him in space led him to a startling hypothesis: perhaps reality is more complex, subtle, and inexorably mysterious than conventional science had led him to believe. Perhaps a deeper understanding of consciousness (inner space) could lead to a new and expanded view of reality in which objective and subjective, outer and inner, are understood as co-equal aspects of the miracle and mystery of being. » (Mitchell était alors placé devant un défi critique. Comme physicien, il s’était conforté dans l’habitude de diriger son attention vers le monde objectif “hors-soi”. Mais l’expérience qu’il a connu dans l’espace l’a amené à une hypothèse saisissante : peut-être la réalité est-elle plus complexe, subtile, et inexorablement mystérieuse que ce que la science conventionnelle l’avait conduit à croire. Peut-être une compréhension plus profonde de la conscience (espace intérieur) pourrait ouvrir à une vision plus large de la réalité dans laquelle l’objectif et le subjectif, l’extérieur et l’intérieur, sont considérés comme des aspects co-valents du miracle et du mystère d’être.). [Commentaire dans History of the Institute of Noetic Sciences[11]].

Préparation mission Apollo 14
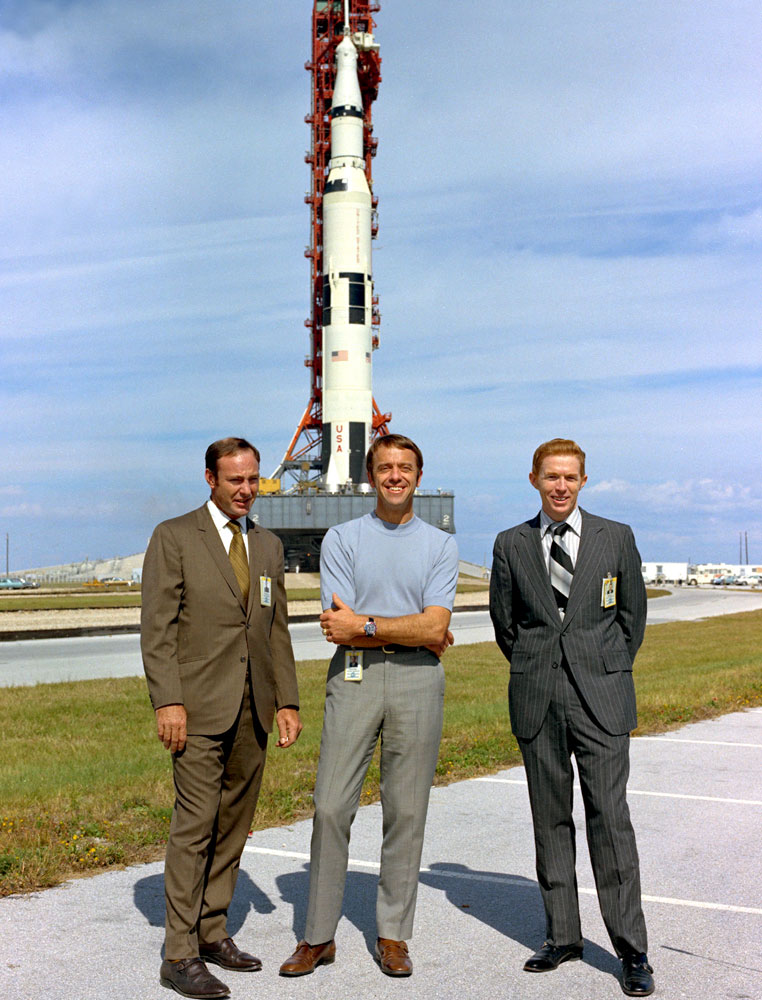
Mitchell (à gauche) et les autres membres de l'équipage Apollo 14 devant le lanceur Saturn V qui doit les envoyer sur la Lune.
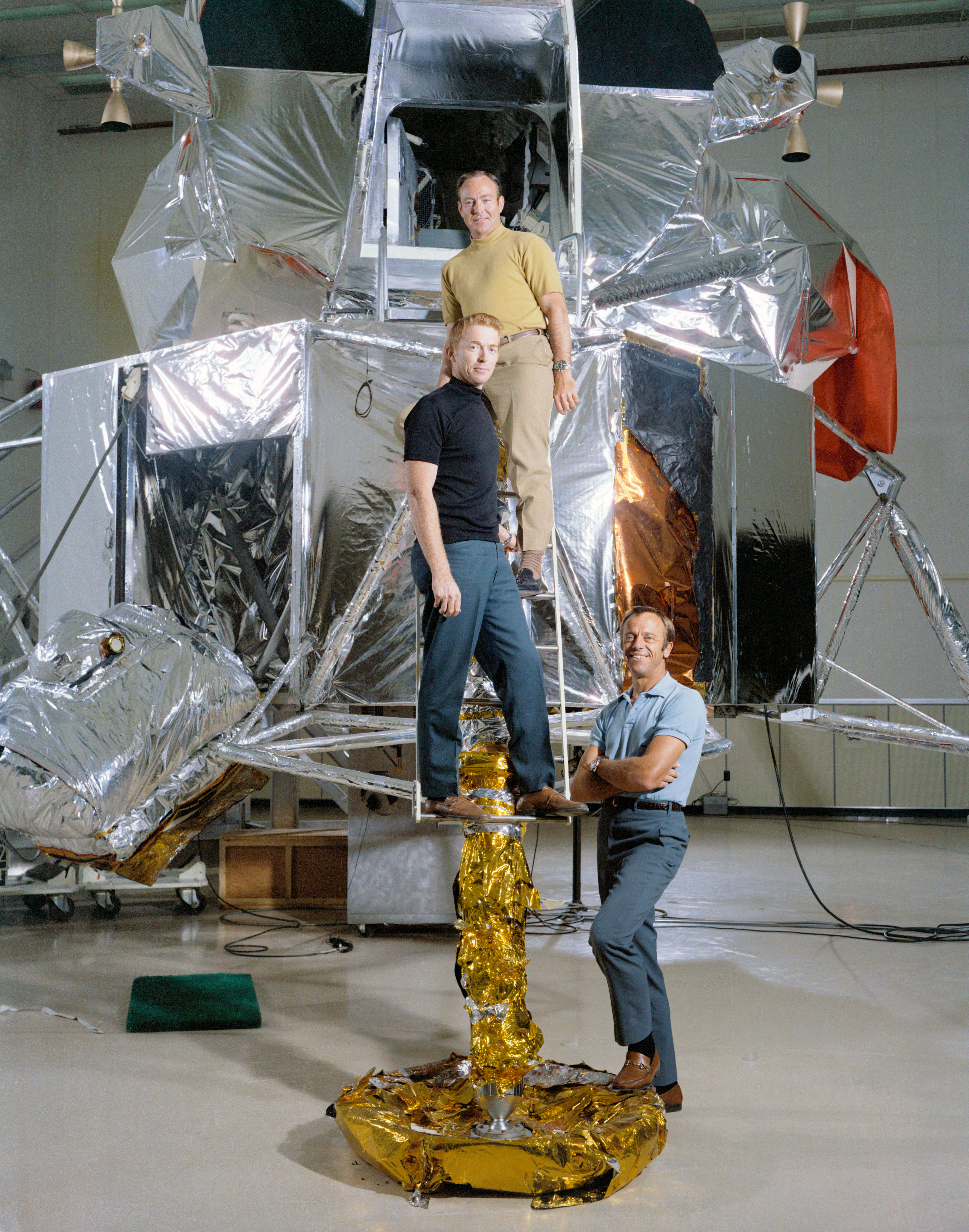
L'équipage Apollo 14 pose devant une maquette du module lunaire Apollo (Mitchell est au sommet).
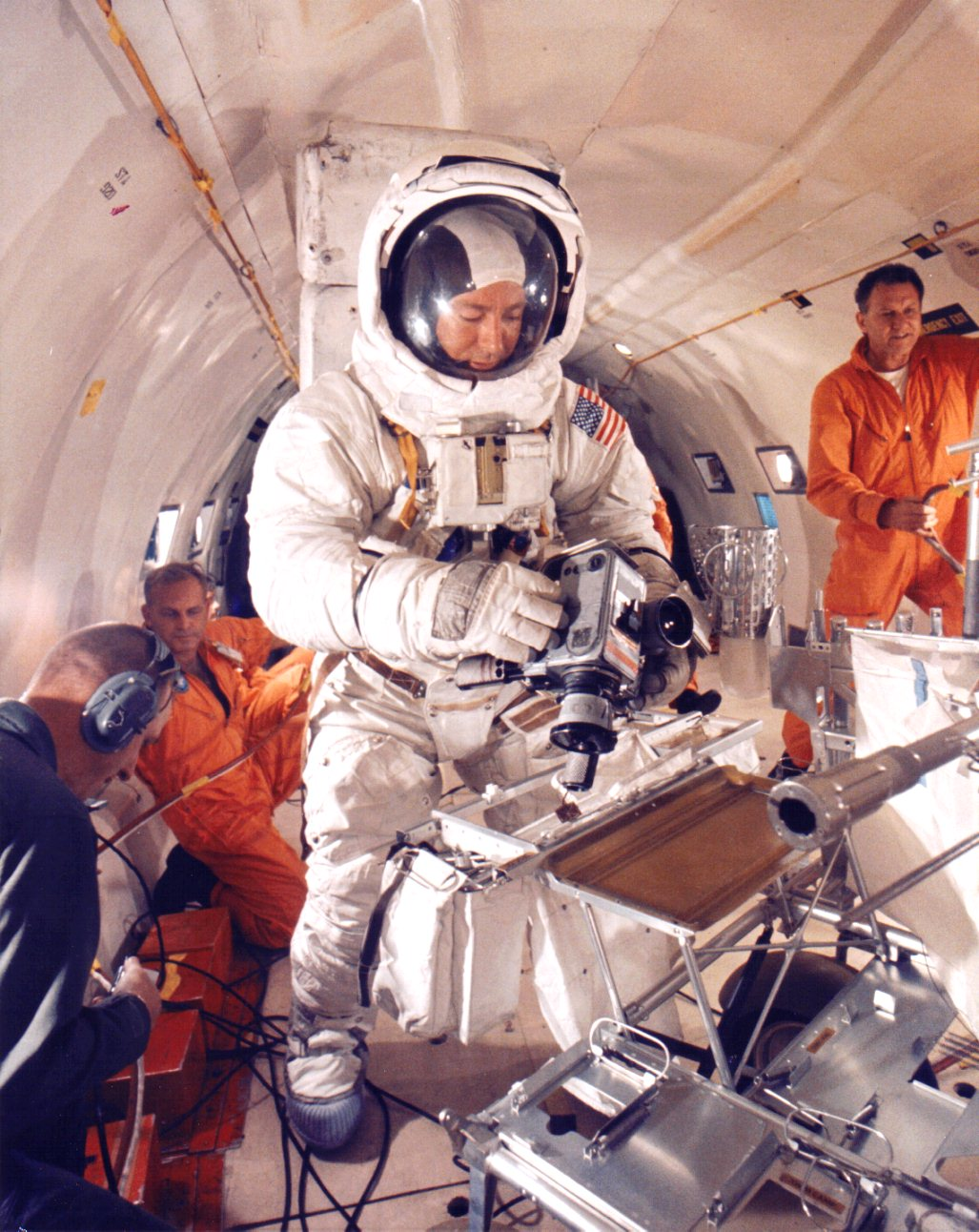
Mitchell s'entraine à utiliser une caméra Hasselblad au cours d'un vol parabolique reproduisant l'absence de gravité.

## Publications
- The Way of the Explorer: An Apollo Astronaut's Journey Through the Material and Mystical Worlds, avec Dwight Williams (1996)
- Psychic Exploration: A Challenge for Science, avec John White (1974)
- Earthrise: My Adventures As an Apollo 14 Astronaut, avec Ellen Mahoney (2014) (paru en français sous le titre «La Terre se lève» aux éditions JPO (traduction Renaud Joseph)).